# مارکو ویلاگاتی
مارکو ویلاگاتی (انگلیسی: Marco Villagatti؛ زادهٔ ۱۵ مهٔ ۱۹۸۳) بازیکن فوتبال اهل ایتالیا است.
از باشگاه‌هایی که در آن بازی کرده‌است می‌توان به باشگاه فوتبال سورنتو کالچو، باشگاه فوتبال ویرتوس انتلا، باشگاه فوتبال اتلتیکو آرتزو، و باشگاه فوتبال امپولی اشاره کرد.